# 海野やよい
海野 やよい（うみの やよい）は、日本の漫画家。茨城県出身、東京都在住。女性。

## 来歴
主にSM成人向け漫画を執筆している。
成人向けの女性作家としては珍しくペンネームを付けず本名で描いている。
成人誌だけでなく、『タブー』（三和出版の月刊誌、2009年1月号で休刊）など、レディースコミック誌にも寄稿し、且つ、人気を博している数少ない作家である（水城ケイの例もあるが、事実上、レディースコミック誌に活動の場を移し、男性誌から距離を置いた）。
同じく成人向け漫画家のしのざき嶺と交友があり、同人誌（サークル名：みりん）を発行している。私生活では離婚歴がある。

## 作品リスト

### 単行本
- 「ピアス」笠倉出版 1987年7月
- 「つめたい紅茶」大洋図書 1987年11月 ISBN 978-4886725042
- 「制服の檻 -あなたのために-」三和出版 1988年8月 雑誌53910-05
- 「赤いハイヒール」大洋図書 1988年9月 ISBN 978-4886725134
- 「あふれてきちゃう!」（文庫）フランス書院 1988年12月 ISBN 978-4829670842
- 「始まる夜のために」三和出版 1989年12月 雑誌53910-21
- 「コミックありす」三和出版 1989年12月
- 「海野やよいスペシャル」1990年3月 ISBN 978-4886724397
- 「コミックシスターズ 1」三和出版1990年8月
- 「海野やよいスペシャル 2」1990年9月 ISBN 978-4886724526
- 「やわらかな迷宮」三和出版 1990年4月
- 「蜜楽への招待状」三和出版 1990年12月
- 「始まる夜のために」三和出版 1994年4月 ISBN 978-4914989699
- 「コミックシスターズ 2」三和出版1991年2月
- 「水蜜糖の夢」三和出版 1993年3月 ISBN 978-4914989613
- 「ナースコール」コスミックインターナショナル 1993年11月 ISBN 978-4885323119
- 「蜜楽への招待状」三和出版 1994年5月 ISBN 978-4914989705
- 「やわらかな迷宮」三和出版 1994年6月 ISBN 978-4914989712
- 「Gravy」三和出版 1994年11月 ISBN 978-4914989767
- 「薄氷」ミリオン出版 1995年3月 ISBN 978-4886729750
- 「罠 堕天使馴情」三和出版 1995年6月 ISBN 978-4914989828
- 「授業のあとで」三和出版 1995年10月 ISBN 978-4914989866
- 「異端の快楽 1」大洋図書 1996年2月 ISBN 978-4886729781
- 「哀淫隷嬢」三和出版 1996年5月 ISBN 978-4914989941
- 「人飼い」茜新社 1996年11月 ISBN 978-4871822350
- 「異端の快楽 2」大洋図書 1996年12月 ISBN 978-4886729804
- 「嘘つきな淫花」三和出版 1997年2月 ISBN 978-4883560066
- 「調教医師」三和出版 1997年9月 ISBN 978-4883560141
- 「異端の快楽 3」大洋図書 1997年10月 ISBN 978-4886725684
- 「淫隷」三和出版 1998年5月 ISBN 978-4883560226
- 「服従隷花」茜新社 1998年8月 ISBN 978-4871823159
- 「制服の檻 -あなたのために-」（文庫） シュベール出版 1998年10月 ISBN 978-4883324668
- 「恥虐の部屋」三和出版 1998年11月 ISBN 978-4883560288
- 「ある愛の傾向と対策」富士美出版 1999年1月 ISBN 978-4894213111
- 「爛熟」三和出版 1999年7月 ISBN 978-4883560370
- 「鍵の無い檻」茜新社 1999年12月 ISBN 978-4871823821
- 「束縛」三和出版 2000年5月 ISBN 978-4883560561
- 「Initiative -主導権-」三和出版 2000年11月 ISBN 978-4883560646
- 「始まる夜のために」心交社 2001年5月 ISBN 978-4883026050
- 「みみなり」三和出版 2001年9月 ISBN 978-4883560967
- 「肥大拡張」三和出版 2002年7月 ISBN 978-4883561315
- 「闇の眷属」司書房 2003年2月 ISBN 978-4812808757
- 「ザンゲのねうちもない」司書房 2003年5月 ISBN 978-4812809075
- 「豚姉」三和出版 2003年5月 ISBN 978-4883561797
- 「ひとでなし」司書房 2004年2月 ISBN 978-4812810231
- 「涙々」三和出版 2004年3月 ISBN 978-4883562435
- 「調教済」三和出版 2004年12月 ISBN 978-4883562954
- 「ゆるして」シーズ情報出版 2005年3月 ISBN 978-4861770128
- 「変態淫乱」司書房 2005年4月 ISBN 978-4812811931
- 「義母奴隷奈美子」三和出版 2005年10月 ISBN 978-4883563357
- 「M女曼陀羅」久保書店 2005年12月 ISBN 978-4765909327
- 「本当の主人」三和出版 2006年4月 ISBN 978-4883563555
- 「女家庭教師静香」三和出版 2006年7月 ISBN 978-4883563647
- 「人妻奴隷玩具」宙出版 2006年8月 ISBN 978-4776792833
- 「異端の快楽 上」久保書店 2007年1月 ISBN 978-4765905879
- 「異端の快楽 下」久保書店 2007年2月 ISBN 978-4765905886
- 「インモラル」三和出版 2007年5月 ISBN 978-4883563890
- 「薄氷」久保書店 2007年11月 ISBN 978-4765930048
- 「人妻婚外恋愛 -したいの-」久保書店 2008年5月 ISBN 978-4765930086
- 「覚醒～Mへの目覚め」宙出版 2008年12月 ISBN 978-4776795209
- 「与えて恥辱 -ナースコール」久保書店 2009年1月 ISBN 978-4765930109
- 「肉欲・赤いハイヒール」久保書店 2009年4月 ISBN 978-4765934268
- うみのやよい「はちみつBlood」（糖尿病治療のエッセイ漫画）宙出版 2009年4月 ISBN 978-4776795346
- 「言葉責めに悶えて」久保書店 2009年10月 ISBN 978-4765930154
- 「イ・キ・ス・ギ涙が出ちゃう」久保書店 2011年8月
- 「異常性欲・牝犬として」久保書店 2012年1月
- 「この女調教済み！」久保書店 2012年1月
- 「令嬢凋落奴隷調教」久保書店 2012年7月
- 「MAID改造調教」久保書店 2012年11月
- 「淫らな課外活動」久保書店 2014年1月
- 「わたしの拉致願望」久保書店 2014年4月
- 「奴隷女教師」久保書店 2014年8月

### イラスト
- 「天下布武かあどげえむ番外編　シークレットゲーム」天下布武 1989年